# Киричок, Олег Игоревич
Олег Игоревич Киричок (19 сентября 1962, Донецк — 22 апреля 2011) — украинский геральдист, фалерист.

## Биография
Родился в Донецке 19 сентября 1962 года.
По специальности инженер-строитель. 
В 1986 году окончил факультет промышленно-гражданского строительства Макеевского инженерно-строительного института.
C 1989 года являлся разработчиком логотипов и эмблем предприятий города Донецка, изделий фалеристического жанра, гербов и флагов. 
С 1990 года работал старшим специалистом фирмы «Интерхоббитехника», а с 1992 года сотрудником фирмы «Интерхоббиэкспо». Лауреат конкурса «Золотой Скиф — 2000» в номинации «За вклад в духовное воспитание региона».
Умер в Донецке 22 апреля 2011 года от сердечного приступа.

## Футбол
С 1997 года работал пресс-атташе футбольного клуба «Металлург» Донецк.
Разработал эмблему донецкого футбольного клуба «Металлург», а для футбольного клуба «Шахтёр» — юбилейные знаки и значки.
Также Олег Игоревич тренировал футбольную секцию и кружок по мини-футболу в ДСФМШ № 17. Его команда выигрывала первенство Донецкой области по футболу (2005, 2006) и мини-футболу (2005), а в сезоне 2005—2006 годов выиграла кубок Бикезина.

## Фалеристика
С 1989 года являлся сотрудником Всесоюзного объединения клубов фалеристов и работал как художник-дизайнер фалеристических изделий.
Имел стаж коллекционирования более 38 лет, собрал обширную коллекцию значков, посвящёных донецкому футбольному клубу «Шахтёр».. Автор более 150 значков, посвященных футболу. Часть значков изготовлена по эскизам Олега Киричка, часть — собственными руками. Является автором наградного знака «К 60-летию ФК „Шахтёр“» и проектов знаков «За заслуги перед клубом» и «За верность клубу» для ФК «Шахтёр».
В 1993 Киричком было организовано собственное производство значков и нагрудных знаков.

## Геральдика
С 1994 года занимался разработкой гербов. Сопредседатель «Геральдического общества юго-востока Украины» (с 2005 года), заслуженный член Всероссийского Геральдического общества (с 2000 года), действительный член Украинского геральдического общества (с 2004 года). Разработал большую часть сельских гербов Донецкой области, благодаря чему Донецкая область имеет самое большое количество сельских гербов по сравнению с другими областями Украины. Разработал гербы для 75 городов, посёлков, сел, первым из которых был герб Стылы.
При разработке гербов Донецкой области руководствовался общей концепцией. За основу принимался французский щит. Так как большинство разработанных им гербов касалось населённых пунктов в зоне компактного проживания греков, то в этих гербах широко используется греческая символика. В частности меандр на гербах Киричка часто применяется как элемент деления щита.
Опубликовал 28 статей о геральдике в журнале «Меркурий (журнал)», газетах «Комсомольская правда», «Жизнь» (2003—2004), «Наш дом», «Донеччина», «Салон Дона и Баса» (2003), «Вечерний Донецк».

### Список разработанных гербов
| Изображение | Название                                      | Дата утверждения | Соавторы       | Описание      |
| ----------- | --------------------------------------------- | ---------------- | -------------- | ------------- |
|             | Герб Богатыря                                 | 9 ноября 1997    |                | [ 5 ]         |
|             | Герб Великой Новосёлки                        | 14 августа 1996  |                | [ 6 ] [ 7 ]   |
|             | Герб Весёлого                                 | 21 августа 1999  |                | [ 8 ]         |
|             | Герб Виноградного                             | 21 ноября 1997   |                | [ 9 ]         |
|             | Герб Володарского                             | 29 января 1999   |                | [ 10 ] [ 11 ] |
|             | Герб Гранитного                               | 29 июля 1998     |                | [ 12 ]        |
|             | Герб Демьяновки                               | 6 января 1997    |                | [ 13 ]        |
|             | Герб Доброполья                               | 24 марта 1999    |                | [ 14 ]        |
|             | Герб Докучаевска                              | 26 декабря 2000  | В. Мартыненко  | [ 15 ]        |
|             | Герб Захаровки                                | 9 сентября 1996  |                | [ 16 ] [ 17 ] |
|             | Герб Зелёного Яра                             | 21 августа 1999  |                | [ 18 ]        |
|             | Герб Кальчика                                 | 10 марта 1999    |                | [ 19 ]        |
|             | Герб Каменки                                  | 25.12.2000       | И. Киричок     | [ 20 ]        |
|             | Герб Казацкого                                | 30 января 1998   | С. Будаква     | [ 21 ]        |
|             | Герб Комара                                   | 15 ноября 1996   |                | [ 22 ]        |
|             | Герб Камышеватого                             | 16 января 1997   |                | [ 23 ]        |
|             | Герб Константинополя                          | 9 июля 1998      |                | [ 24 ]        |
|             | Герб Красной поляны                           | 11 декабря 1996  |                | [ 25 ]        |
|             | Герб Красного Лимана                          |                  |                | [ 26 ]        |
|             | Герб Лебединского                             | 1 апреля 1998    |                | [ 27 ]        |
|             | Герб Лесного                                  | 25 января 1999   |                | [ 28 ]        |
|             | Герб Мангуша                                  | 7 августа 1996   |                | [ 29 ]        |
|             | Герб Новоазовска                              | 29 января 1997   |                | [ 30 ]        |
|             | Герб Новоянисоли                              | 29 января 1999   |                | [ 31 ]        |
|             | Герб Пионерского                              | 21 ноября 1997   |                | [ 32 ]        |
|             | Герб Приморского                              | 21 ноября 1997   | С. Светловская | [ 33 ]        |
|             | Герб Разлива                                  | 22 октября 1998  |                | [ 34 ]        |
|             | Герб Самойлово                                | 30 января 1998   |                | [ 35 ]        |
|             | Герб Старобешево                              | 26 декабря 1997  |                | [ 36 ]        |
|             | Герб Старобешевского района Донецкой области  | 20 сентября 2000 | Е. Малаха      | [ 37 ] [ 38 ] |
|             | Герб Старогнатовки                            | 20 мая 1996      |                | [ 39 ]        |
|             | Герб Стародубовки                             | 11 сентября 1996 |                | [ 40 ]        |
|             | Герб Старомлиновки                            | 28.12.96         |                | [ 41 ]        |
|             | Герб Стылы                                    | 19 января 1996   |                | [ 42 ]        |
|             | Герб Улакли                                   | 2 октября 1998   |                | [ 43 ]        |
|             | Герб Урзуфа                                   | 14 мая 1996      |                | [ 44 ]        |
|             | Герб Хомутово                                 | 19 ноября 1997   |                | [ 45 ]        |
|             | Герб Широкино                                 | 9 марта 1998     |                | [ 46 ]        |
|             | Герб Ялты                                     | 13 января 1997   |                | [ 47 ]        |
|             | Герб Красноармейского района Донецкой области |                  |                |               |

## Вексиллология

### Список разработанных флагов
| Изображение | Название                                     | Дата утверждения | Соавторы      | Описание |
| ----------- | -------------------------------------------- | ---------------- | ------------- | -------- |
|             | Флаг Красного Лимана                         | 31 марта 1999    | С. Шмуля      | [ 48 ]   |
|             | Флаг Краснодонского района Луганской области |                  | В. Мартыненко | [ 49 ]   |